# Šola za rezervne artilerijske častnike Jugoslovanske ljudske armade
Šola za rezervne artilerijske častnike JLA (srbohrvaško: Škola za rezervne artilerijske oficire JNA) je bila specialistična vojaška šola za rezervne častnike Jugoslovanske ljudske armade.
Ustanovljena je bila leta 1950 v Zagrebu in leta 1955 je bila preimenovana v Artilerijsko šolo za rezervne častnike JLA.
Šolanje je trajalo leto dni; od tega so kandidati preživeli šest mesecev v šoli in šest mesecev na stažiranju v enotah. 